# Lista de prefeitos de Porto Walter
Esta é a lista de prefeitos do município de Porto Walter, estado brasileiro do Acre.
| Nº | Nome                                                                     | Imagem                | Partido                                          | Início do mandato      | Fim do mandato                           | Observações                            |
| 1  | Neuzari Correia Pinheiro (Cruzeiro do Sul, 21.11.1959–)                  |                       | Partido do Movimento Democrático Brasileiro PMDB | 1° de janeiro de 1993  | 31 de dezembro de 1996                   | Prefeito eleito em sufrágio universal. |
| 2  | Vanderley Messias Sales (Cruzeiro do Sul, 30.12.1957–)                   |                       | Partido do Movimento Democrático Brasileiro PMDB | 1° de janeiro de 1997  | 31 de dezembro de 2000                   | Prefeito eleito em sufrágio universal. |
| 2  | Vanderley Messias Sales (Cruzeiro do Sul, 30.12.1957–)                   | 1° de janeiro de 2001 | Partido do Movimento Democrático Brasileiro PMDB | 31 de dezembro de 2004 | Prefeito reeleito em sufrágio universal. |                                        |
| 3  | Neuzari Correia Pinheiro (Cruzeiro do Sul, 21.11.1959–)                  |                       | Partido dos Trabalhadores PT                     | 1° de janeiro de 2005  | 31 de dezembro de 2008                   | Prefeito eleito em sufrágio universal. |
| 3  | Neuzari Correia Pinheiro (Cruzeiro do Sul, 21.11.1959–)                  | 1° de janeiro de 2009 | Partido dos Trabalhadores PT                     | 31 de dezembro de 2012 | Prefeito reeleito em sufrágio universal. |                                        |
| 4  | José Estephan Barbary Filho, Zezinho Barbary (Porto Walter, 28.05.1964–) |                       | Partido do Movimento Democrático Brasileiro PMDB | 1° de janeiro de 2013  | 31 de dezembro de 2016                   | Prefeito eleito em sufrágio universal. |
| 4  | José Estephan Barbary Filho, Zezinho Barbary (Porto Walter, 28.05.1964–) | 1° de janeiro de 2017 | Partido do Movimento Democrático Brasileiro PMDB | 31 de dezembro de 2020 | Prefeito reeleito em sufrágio universal. |                                        |
| 5  | Sebastião Nogueira de Andrade, César Andrade (Porto Walter, 20.01.1979–) |                       | Movimento Democrático Brasileiro MDB             | 1° de janeiro de 2021  | 31 de dezembro de 2024                   | Prefeito eleito em sufrágio universal. |
| 5  | Sebastião Nogueira de Andrade, César Andrade (Porto Walter, 20.01.1979–) | Progressistas PP      | 1° de janeiro de 2025                            | Atualidade             | Prefeito reeleito em sufrágio universal. |                                        |